# 엠페러: 배틀 포 듄
《엠페러: 배틀 포 듄》(Emperor: Battle for Dune)은 프랭크 허버트가 지은 과학 소설 《듄》을 바탕으로 2001년 웨스트우드 스튜디오에서 제작한 게임이다. 비공식적으로 이게임은 듄III라고도 알려져 있다.
엠페러는 《듄》 세계관을 기반으로 한 전략 시뮬레이션 게임 중, 《듄II》와 《듄 2000》의 뒤를 이은 세 번째 게임이다. 《듄 II》는 어드벤처 게임이었던 《듄》의 스토리와 완전히 별개의 이야기를 다루었으며, 《듄 2000》은 《듄 II》의 리메이크작이다. 엠페러는 저 두 편의 게임의 후속작이다. 특히 엠페러는 《듄 2000》의 후속작인데, 《듄 2000》이 끝난 다음의 이야기를 중심으로 시작하고 있으며, 《듄 2000》에서 나온 몇몇 주인공들이 엠페러에도 등장한다.

## 줄거리
엠페러는 《듄 2000》의 이후 이야기를 따라간다. 코리노 황제는 그의 애첩인 엘레나에게 죽게 되고, 랜스라드는 혼란에 빠지게 된다.
스페이싱 길드에서는 현재 우주에 존재하는 강력한 가문의 지도자들(아킬러스 아트레이드 공작, 라칸 하코넨 남작, 오르도스의 지도자 이그제큐트릭스(이그제큐트릭스는 4명이 하나의 정신을 공유한, 기괴한 형태인데 이들은 직접 의사소통을 할 수 없기에 '스피커'라는 생물을 매개로 소통한다)에게 굉장한 제안을 하게 된다. 아라키스 행성에서 암살자 전쟁을 벌여, 전쟁에서 이긴 가문이 랜스라드의 새로운 주인과 알려진 우주에서의 새로운 황제가 되는 것이다. 하지만 도중에 가문들이 대협약을 어기는 상황이 벌어져 전면전으로 확전이 되었다.
결국, 전쟁은 틀레이락스가 아라키스를 쓰레기로 취급하는 숨은 동기가 되었고, 죽은 모래벌레의 손상된 피부를 다양한 방법으로 조사하였다. 나중에 한 가문이 다른 가문의 모행성을 공격할 때, 스페이싱 길드(항해자 길드)는 승리한 가문의 우주선을 망가뜨리고, 아라키스를 제어하기 위해 틀레이락스와 함께 엘레나의 강력한 정신력을 강해진 유전공학으로 만들어낸 엠페러 웜을 만들었다. 그들은 또한 정신을 조종하는 마약을 물에 풀어넣어, 아라키스에 사는 사람들을 길드의 노예로 부릴려고 하고 있다. 결국 플레이어는 엠페러 웜을 죽인후 길드의 계획을 무산시켜 버린다. 승리한 가문은 아라키스와 스파이스 멜란지의 지배를 회복하고, 듄의 황제를 선언하게 된다.

## 개관
예전 두 개의 게임과 같이, 엠페러는 서로의 진영에 대한 적대감을 품고 있는 세 개의 가문이 나온다.
- 물의 행성 '칼라단(Caladan)' 출신의 아트레이드 가문
- 화산대지의 '기디 프라임(Giedi Prime)'의 하코넨 가문
- 얼음행성 '시그마 드라코니스 IV(Sigma Draconis IV)'의 오르도스 가문

이 가문들은 각자 가공할만한 슈퍼무기들을 보유하고 있는데 열거하자면 거대한 독수리의 형상이 엄습해 적들이 공포에 질려 도망가게 만드는 아트레이드의 '호크 스트라이크', 강력한 독극물을 함유하고 있는 하코넨의 '데스핸드 미사일' 불안전한 광구를 발생시켜 적들을 혼란에 빠트리는 오르도스의 '카오스 라이트닝' 등이 있다.
싱글 플레이어 게임에는 세 개의 켐페인중에서 하나의 가문을 선택하여 플레이 할 수 있다. 켐페인은 "세계 정복" 방식의 미션으로 진행되며 각각의 켐페인을 할 때, 플레이어는 다른 두 가문과 싸우게 된다. 그러나 플레이어와 동맹이거나 혹은 다른 가문을 증오하는 다섯 개의 보조 가문이 등장한다.
- 틀레이락스(Tleilax)
- 익스(Ix)
- 프레멘(Fremen)
- 사다우카(Sardaukar)
- 길드(Spacing Guild)

이 다섯개의 보조 가문과 더불어 몇몇 미션에서는 플레이어가 밀수업자들과 거래하는 상황도 발생한다. 보통 플레이어는 그들을 돕거나, 혹은 그들의 분노를 사게 된다. 그 결과 플레이어는 추가적인 자금 원조를 받거나 지원군을 얻을 수 있으며, 반대로 파괴공작을 당하거나 밀수업자들의 습격을 받을 수도 있다. 보조 가문은 독특한 건물과 특별한 유닛에도 불구하고, 멀티플레이나 스커미시 게임에서는 세 가문을 중심으로 게이머가 선택하여 운영할 수 있을 뿐이다. 엠페러의 인터페이스는 《커맨드 앤 컨커》의 게임 인터페이스와 유사하지만, 3D 엔진과 전투 중 지원군을 포함해 게임플레이에 영향을 주는 여러 기능이 변경되거나 추가되었기 때문에, 게임의 진행 속도에 변화가 생겼다.
이 게임의 흠은 전작인 《듄 2000》 만큼이나 많지는 않지만, 컴퓨터의 AI가 플레이어를 공격할 때, 여러 유닛을 조합하지 않고 특정 유닛만을 생산, 쉽게 예측당하고 반격받을 수 있는 전략만을 사용한다는 문제가 있다.